# 水運儀象台

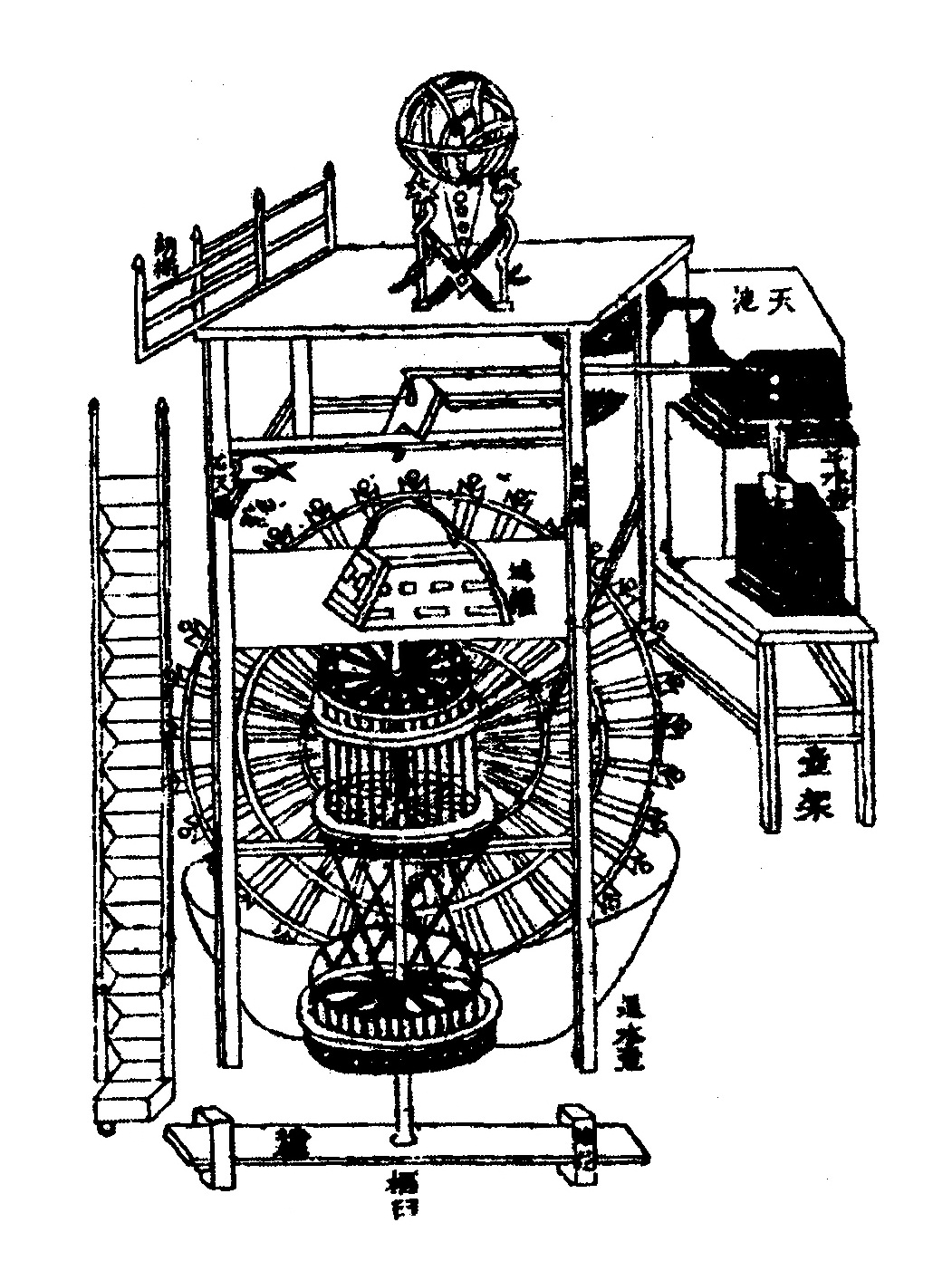
水運儀象台

水運儀象台（すいうんぎしょうだい）は、中国北宋の蘇頌が1092年（元祐7年）に設計した世界最初とされる天文時計。

## 概要
水運儀象台は、北宋の哲宗時期の元祐年間（1086年 - 1094年）に蘇頌・韓公廉等によって北宋の首都であった開封に作られた。現物は残されていないが、『新儀象法要』上中下巻に概略が記述されている。
儀象台は時刻を表示する「昼夜機輪」（ちゅうやきりん）、1464個の星の位置を表示する機能を持つ「渾象」（こんしょう）、最上階の櫓の下で狙いを定めた星を追尾するレンズの無い望遠鏡である「渾儀」（こんぎ）の三つの表示部を持つ。内部には精度を高めるために様々な仕掛けが内蔵されていて24時間で2分の誤差に抑えられる。
天柱（枢輪軸から屋上の渾儀まで届く、長さ19尺半の駆動軸）を使って各部を駆動するようにした原型と渾儀の駆動には天梯（チェーン）を使って昼夜機輪と渾象の駆動は枢輪軸から直接行うようにした改造型の二種類があったとされる。
日本国内では、長野県諏訪郡下諏訪町の儀象堂に1997年に復元された水運儀象台が展示されている。セイコーミュージアムには縮小された水運儀象台が展示される。

## 文献
- 山田慶児・土屋栄夫. 復元水運儀象台: 十一世紀中国の天文観測時計塔. 新曜社, 1997. ISBN 4-7885-0587-8
- 桑子敏雄. "山田慶児・土屋栄夫著 「復元水運儀象台--11 世紀中国の天文観測時計塔」." 思想 879 (1997): 136-139.
- 斉藤国治. "復元された北宋の水運儀象台を見る." 天界 78.867 (1997): 215-218.
- 宮島一彦. "下諏訪町 「水運儀象台」 の復元経緯." 天界 78.870 (1997): 315-317.
- 土屋栄夫. "11 世紀中国の天文観測時計塔--水運儀象台の復元--技に夢を求めて." 豊田工機技報 38.3 (1998): 44-48.
- 鈴木哲郎. "精巧玩具 遊びの中の精密工学 からくり時計機構と美術." 精密工学会誌 66.9 (2000): 1348-1351.
- 宮島一彦. "水運儀象台復元顚末記." 日本暦学会 10 (2003): 1-7.